# Müdür
Der Müdür (türkisch), auch Mudir, (arabisch مدير, DMG Mudīr) war ein leitender Verwaltungsbeamter im Osmanischen Reich und im Vizekönigtum Ägypten. Auch die Vorsteher höherer Schulen (Medresen) wurden so genannt. Im Türkisch-Ägyptischen Sudan und Anglo-Ägyptischen Sudan trugen die Provinzialgouverneure diesen Titel, so war z. B. der Österreicher Rudolf von Slatin Pascha unter dem Oberkommando des Generalgouverneurs (hikimdar) Gordon Pascha Mudir von Dara, dem Südwestteil der Provinz Darfur zur Zeit des Mahdi-Aufstandes.
Als Titel bzw. Amtsbezeichnung existiert er in der Türkei noch. Leiter von Krankenhäusern und Schulen werden Müdür genannt. Auch Vorsteher von sogenannten „Müdürlük“, Abteilungen innerhalb von Behörden oder regionalen Niederlassungen von großen Behörden, heißen Müdür. Übergeordnete Behörden haben in der Regel die Bezeichnung „Genel Müdürlük“, z. B. die Emniyet Genel Müdürlüğü. Ihr Vorsteher ist der „Genel Müdür“ (Generaldirektor). Auch innerhalb der Wirtschaft ist die Bezeichnung Müdür verbreitet. Im Deutschen wird der Titel üblicherweise mit „Direktor“ übersetzt.

## Trivia
Die – historischen – Mudire von Faschoda, Ali Effendi el Kurdi und Ali Effendi Abu Hamsah Miah („Vater der Fünfhundert“) sind in Karl Mays Mahdi-Trilogie wichtige Romanfiguren.